# Woodrow Wilson
Thomas Woodrow Wilson (Staunton, Virginia, 28 december 1856 – Washington D.C., 3 februari 1924) was van 1913 tot 1921 de 28e president van de Verenigde Staten.
Als politicus van de Democratische Partij was Wilson van 1911 tot 1913 de 34e gouverneur van New Jersey. Wilson won als kandidaat van de Democratische Partij de Amerikaanse presidentsverkiezingen van 1912. Hij versloeg de verdeelde Republikeinse Partij van zittend president William Howard Taft en oud-president Theodore Roosevelt. Voor zijn inzet voor de wereldvrede ontving Wilson in 1919 de Nobelprijs voor de Vrede. Hij was een voorstander van rassenscheiding.
Woodrow Wilson overleed op 67-jarige leeftijd na een beroerte.

## Voor zijn presidentschap
Wilson werd geboren uit een Ulster Schots geslacht en groeide op in een religieus en academisch gezin; zijn vader was een presbyteriaanse predikant. Hij studeerde rechten aan de universiteit van Virginia, liep een jaar stage als advocaat in Atlanta en studeerde vervolgens politieke wetenschappen aan de Johns Hopkins-universiteit, waar hij in 1886 promoveerde. In 1885 trouwde hij met Ellen Louise Axson en publiceerde hij zijn proefschrift met een analyse van de scheiding tussen de wetgevende en de uitvoerende macht in de Amerikaanse grondwet (Congressional government). Tot op heden is Wilson de enige Amerikaanse president met een door promotie verkregen doctorsgraad.
In 1890 werd Wilson hoogleraar jurisprudentie en politieke economie aan de Princeton-universiteit, waar hij een populair docent en gerespecteerd wetenschapper was. Nadat hij in 1902 gekozen was tot president van de universiteit, werd hij landelijk bekend en zonder te solliciteren werd hij in 1910 genomineerd voor het gouverneurschap van New Jersey. Hij was presidentskandidaat namens de Democratische Partij in 1912. De Republikeinen waren verdeeld, zij hadden twee kandidaten: William Howard Taft en Theodore Roosevelt, waardoor Wilson deze verkiezingen won.

## Presidentschap
In 1913 voerde Wilson het Federal Reserve System in, na een financiële crisis. De commerciële banken wilden bescherming, structuur en hulp in de vorm van zelfregulering. Wilson wilde dat de federale overheid zeggenschap zou krijgen in het kapitaal. Er werd een compromis gesloten en men kwam uit op een stelsel van twaalf regionale Federal Reserve Banks, die de banken in die regio zelf zouden runnen. De zeven leden van de overkoepelende Board of Governors zouden daarentegen door de president worden benoemd. De Governors zouden bovendien overlappende termijnen krijgen van veertien jaar, om de onafhankelijkheid te waarborgen.
De getinte kiezers van Wilson waren teleurgesteld doordat hij de politiek van rassensegregatie verderzette en uitbreidde. Hij nam segregationisten op in zijn kabinet, stond toe dat de zwarte ambtenaren in ministeries gescheiden werden van de blanken en verdedigde dit beleid als een rationele, wetenschappelijke manier om maatschappelijke frictie te verminderen (brief van juli 1913 aan Oswald Garrison Villard).
Algemeen kiesrecht was een van de onderwerpen waar Wilson zich tijdens zijn presidentschap mee bezig moest houden. Wilson zelf was progressief en een voorstander van algemeen kiesrecht, maar hij had te maken met sterke oppositie op dit punt. Bovendien brak kort na zijn inauguratie de Eerste Wereldoorlog uit.

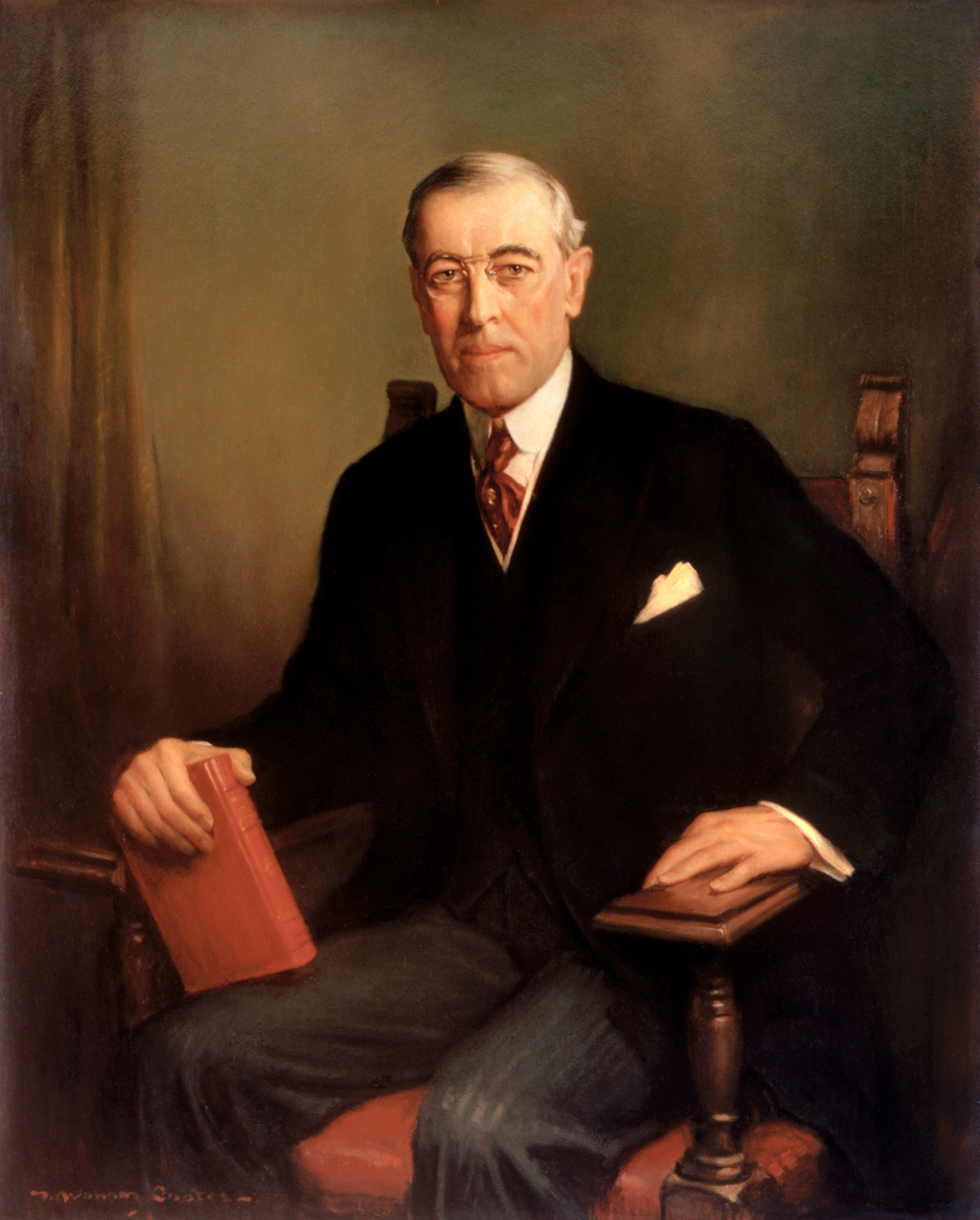
Staatsieportret

In 1915 vielen de Verenigde Staten onder het presidentschap van Wilson Haïti binnen; het zou bezet blijven tot 1934. Volgens de regering-Wilson gebeurde dit om een Duitse invasie te verijdelen: het Duitse Keizerrijk had namelijk grote economische belangen in Haïti. Onder de VS-gezant Franklin Roosevelt, de latere Democratische president, werd een grondwet opgesteld en een algemene 'corvée' ingevoerd, die voorheen alleen was opgelegd aan de zwarte onderklasse. Er werd veel aan de infrastructuur van het eiland gedaan, maar de bestuurlijke hervormingen pakten niet goed uit. Onenigheden met de Mexicaanse dictator Victoriano Huerta leidden in 1914 tot de Amerikaanse bezetting van Veracruz. Onder Wilsons presidentschap intervenieerden de Verenigde Staten ook in Panama, Cuba en Nicaragua.
In eerste instantie slaagde Wilson erin de Verenigde Staten buiten de wereldoorlog te houden, al verleende hij wel materiële steun aan Frankrijk en Groot-Brittannië. Zijn neutraliteitspolitiek leidde tot zijn herverkiezing in 1916. Hij won toen van de Republikein Charles Evans Hughes. In 1917 werd de druk om deel te nemen aan de oorlog steeds groter. De onderschepping van het Zimmermanntelegram, waaruit bleek dat Duitsland Mexico wilde opzetten tegen de VS, en de torpedering door de Duitsers van het passagiersschip Lusitania, in het kader van de onbeperkte duikbotenoorlog, leidden op 6 april 1917 tot een oorlogsverklaring aan Duitsland en de andere centrale mogendheden. Hiermee gaf de VS de doorslag ten gunste van de westelijke geallieerden; het Russische rijk was inmiddels ingestort en had een afzonderlijke vrede met Duitsland gesloten.
Na de oorlog zette Wilson zich met wisselend succes in voor de wereldvrede. Op 8 januari 1918 sprak Wilson zijn beroemde Veertien Punten uit, waarin hij onder meer pleitte voor een verbondschap van landen, zelfbeschikkingsrecht der volken en voor een organisatie die instond voor de territoriale onschendbaarheid en politieke onafhankelijkheid van grote en kleine landen.
Wilson ondertekende op 9 januari 1918 het 19e amendement voor de grondwet van de Verenigde Staten. Daarin was opgenomen dat er een algemeen kiesrecht zou komen, dus ook voor vrouwen. Eerder was Wilson nog tegenstander van dit amendement, omdat zijn partij daarover verdeeld was. In augustus 1920 trad het amendement in werking, nadat het door het Congres en twee derde van de staten was bekrachtigd.
Wilson bracht zijn Veertien Punten in bij de vredesbesprekingen in Parijs in 1919. Het voorstel om een verbond van landen op te richten (de Volkenbond) werd opgenomen in het Vredesverdrag van Versailles, maar de meeste andere punten sneuvelden of werden niet voluit uitgevoerd.
Op 18 en 19 juni 1919 bracht Wilson een bezoek aan België. Dit bezoek van Woodrow Wilson aan België was het eerste bezoek van een Amerikaanse president aan België.
Voor zijn inzet voor de wereldvrede ontving Wilson in 1919 de Nobelprijs voor de Vrede. Tot zijn grote teleurstelling werden de Verenigde Staten zelf geen lid van de Volkenbond.
Wilson zond in datzelfde jaar een onderzoekscommissie onder leiding van Herbert Churchill King en Charles Crane naar Palestina om een onderzoek te doen naar de meningen van de daar woonachtige Palestijns-Arabische bevolking over wie volgens deze het mandaat van de Volkenbond moest krijgen. De King-Crane commissie, officieel de “(Inter-)Geallieerde Commissie voor Mandaten in Turkije van 1919” genoemd, was een onderzoekscommissie betreffende de indeling van gebieden binnen het voormalige Ottomaanse Rijk. De Commissie begon als een uitvloeisel van de Vredesconferentie van Parijs in 1919. Zij bezocht gebieden in Palestina, Syrië, Libanon en Anatolië, ondervroeg de lokale publieke opinie en beoordeelde haar mening over de beste manier van optreden voor de diverse regio's.
Zij reisde dus ook Palestina door en kwam tot de bevinding dat de meerderheid van de Arabische bevolking tegen de Balfourverklaring was en dat men graag wilde dat de VS het mandaat kreeg en niet de Britten. Dat ook de Bedoeïenen in de woestijn deze mening deelden: laat de VS voor ons doen wat zij voor de Filipijnen hebben gedaan! De Britten immers wilden het land aan de zionisten geven om daarin een Joods Nationaal Tehuis te vestigen en de bevolking zag reeds hoe zij de zionistische zaak in hun land aan het bevorderen waren.
President Wilson zag het rapport van de commissie en zijn aanbevelingen echter nooit. Hij werd ziek en kon niet meer functioneren als president. Het rapport verdween in een la en werd pas in 1922 (door een krant) gepubliceerd.
Op 2 oktober 1919 kreeg Wilson een beroerte. Hierdoor was hij nauwelijks meer in staat te functioneren; de details omtrent zijn beperkingen werden pas na zijn dood bekendgemaakt. Zijn tweede vrouw, Edith Bolling Galt Wilson, maakte een selectie van de thema's die onder de aandacht van Wilson gebracht moesten worden. De andere onderwerpen werden door zijn ministers afgehandeld. In 1921 eindigde Wilsons termijn.

## Na zijn presidentschap
Wilson bleef met zijn vrouw in Washington wonen, waar hij op 3 februari 1924 op 67-jarige leeftijd overleed. Zijn vrouw leefde nog 37 jaar in hetzelfde huis, waar zij op 28 december 1961 overleed.
In 2020 besloot de Princeton-universiteit de naamgeving door Wilson aan twee instituten te schrappen vanwege zijn racistische opvattingen en op rassensegregatie gerichte beleid.

## Publicaties
- Wilson, W. A history of the American people, 5 delen, 1902.
  - Volume 1 The Swarming of the English 350 p
  - Volume 2 Colonies and Nation 369 p
  - Volume 3 The Founding of the Government 348 p
  - Volume 4 Critical Changes and Civil War 343 p
  - Volume 5 Reunion and Nationalization 338 p met index.

- The Papers of Woodrow Wilson ed. Arthur S. Link 69 delen
- Tumulty; Joseph P. Woodrow Wilson as I Know Him  (1921)[dode link] door bureauchef Witte Huis
- Wilson, Woodrow. The New Freedom (1913) 1912 toespraken tijdens campagnes
- Wilson, Woodrow. Why We Are at War (1917)[dode link] zes berichten aan het Congres over de Eerste Wereldoorlog, Jan- April 1917
- Wilson, Woodrow. Selected Literary & Political Papers & Addresses of Woodrow Wilson (3 vol 1918 and later editions)
- Wilson, Woodrow. Messages & Papers of Woodrow Wilson 2 vol (ISBN 1-135-19812-8)
- Wilson, Woodrow. The New Democracy. Presidential Messages, Addresses, and Other Papers (1913-1917) 2 vol 1926 (ISBN 0-89875-775-4
- Wilson, Woodrow. President Woodrow Wilson's Fourteen Points (1918).
- De 14 punten, 1918

## Kabinetsleden onder Wilson

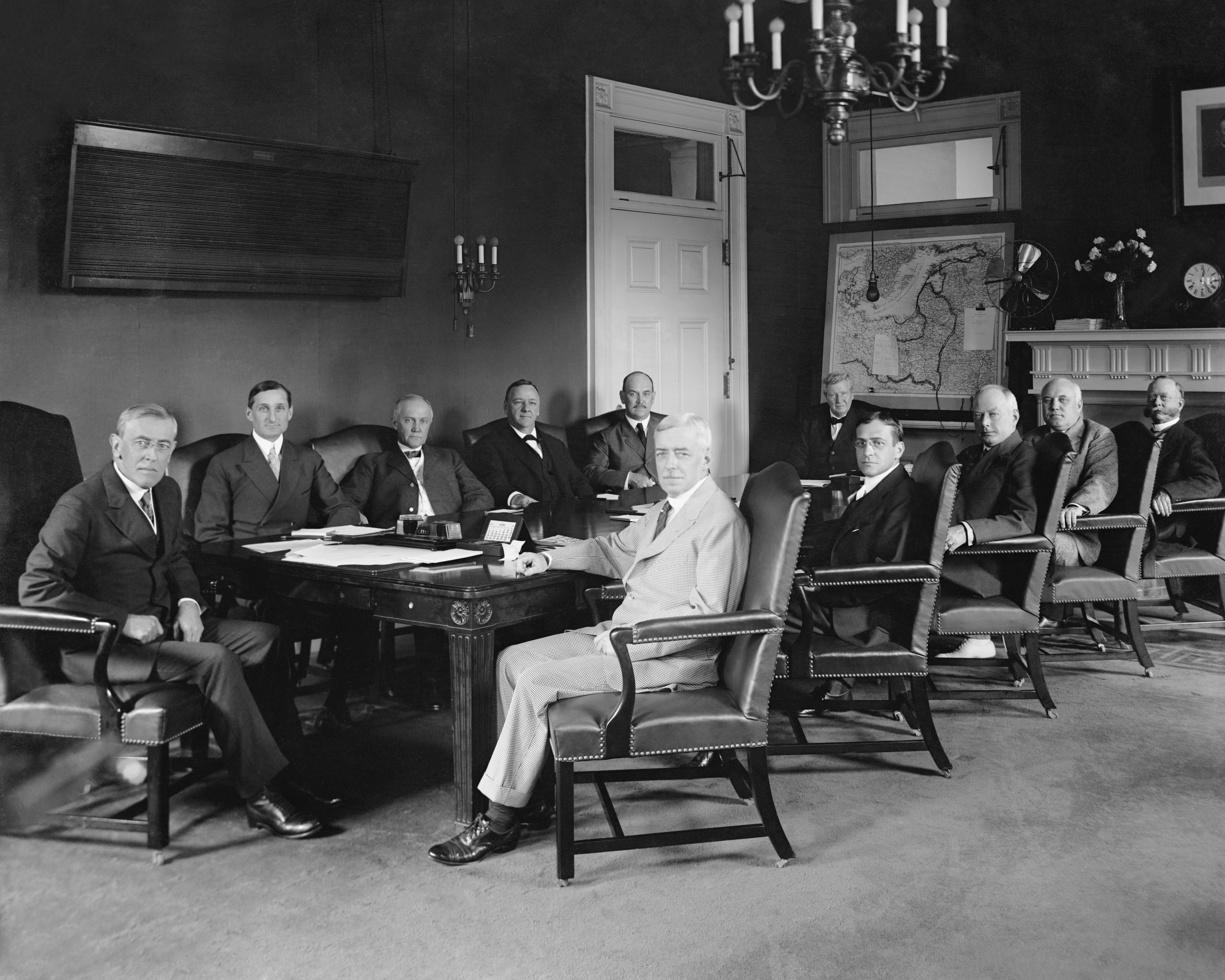
Woodrow Wilson en zijn kabinet in "the Cabinet Room"

| Kabinetsleden          | Ministerie                 | Periode     | Bijzonderheden                            |
| ---------------------- | -------------------------- | ----------- | ----------------------------------------- |
| William Jennings Bryan | Buitenlandse Zaken         | 1913 - 1915 | Presidentskandidaat in 1896, 1900 en 1908 |
| Franklin Lane          | Binnenlandse Zaken         | 1913 - 1920 |                                           |
| Lindley Garrison       | Oorlog                     | 1913 - 1916 |                                           |
| William Redfield       | Economische Zaken & Arbeid | 1913 - 1919 |                                           |
| William McAdoo         | Financiën                  | 1913 - 1918 |                                           |
| James McReynolds       | Justitie                   | 1913 - 1914 |                                           |
| David Houston          | Landbouw                   | 1913 - 1920 |                                           |
|                        | Financiën                  | 1920 - 1921 |                                           |
| Josephus Daniels       | Marine                     | 1913 - 1921 |                                           |
| Albert Burleson        | Posterijen                 | 1913 - 1921 |                                           |
| William Wilson         | Arbeid                     | 1913 - 1921 |                                           |
| Thomas Gregory         | Justitie                   | 1914 - 1919 |                                           |
| Robert Lansing         | Buitenlandse Zaken         | 1915 - 1920 |                                           |
| Newton Baker           | Oorlog                     | 1916 - 1921 |                                           |
| Carter Glass           | Financiën                  | 1918 - 1920 |                                           |
| Joshua Alexander       | Economische Zaken & Arbeid | 1919 - 1921 |                                           |
| Alexander Palmer       | Justitie                   | 1919 - 1921 |                                           |
| Bainbridge Colby       | Buitenlandse Zaken         | 1920 - 1921 |                                           |
| John Barton Payne      | Binnenlandse Zaken         | 1920 - 1921 |                                           |
| Edwin Meredith         | Landbouw                   | 1920 - 1921 |                                           |